# Sockerskrin

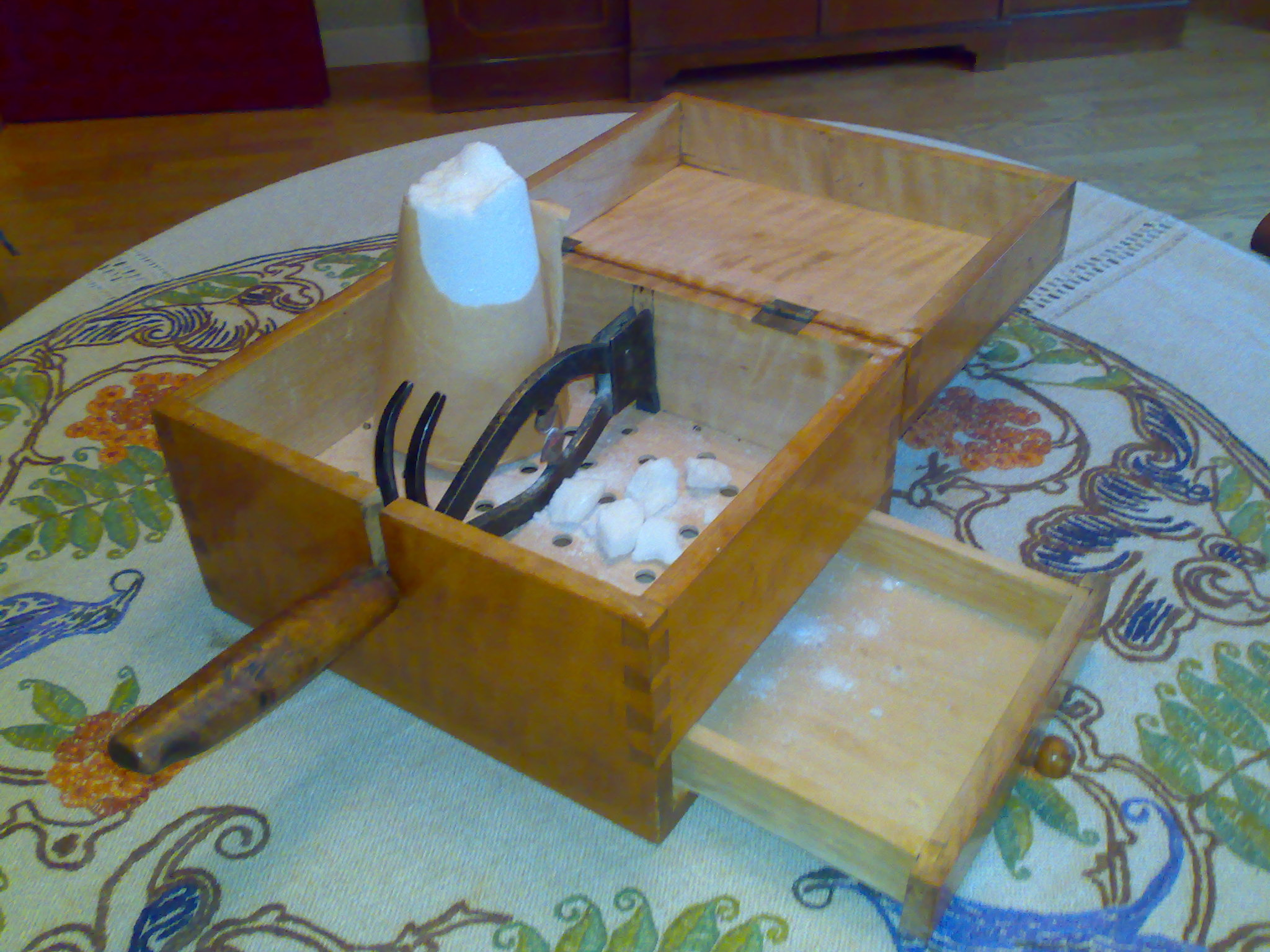
Sockerskrin

Ett sockerskrin är ett äldre skrin av trä avsett för upphuggning och förvaring av en sockertopp. 

## Funktion
De flesta sockerskrin är delade i två delar; en större övre del med ett öppningsbart lock och en perforerad botten, på vilken en speciell kniv med ett mothåll sitter fästad. Den undre delen innehåller ofta en låda som kan dras ut på ena sidan. Denna utformning har med användningen att göra. Sockertoppen förvaras och huggs upp till sockerbitar i den övre delen. Det strösocker som bildas vid upphuggningen borstas ned genom hålen i bottnen till den undre delen där det fångas upp i lådan. På så sätt fick man både bitsocker och strösocker och minimalt med spill. Sockerskrinen kom ur bruk när sockerbitar och strösocker började tillverkas industriellt.